# Dana White's Contender Series
Dana White's Contender Series, anteriormente chamada de Dana White's Tuesday Night Contender Series, é uma promoção americana de artes marciais mistas. Em maio de 2017, o UFC anunciou que Dana White realizaria a competição semanalmente pelo UFC Fight Pass (posteriormente transferido para o ESPN+). Assim como na série online anterior Looking for a Fight, o objetivo do programa é permitir que Dana White descubra novos talentos para o UFC. De forma semelhante ao The Ultimate Fighter, nenhum dos lutadores participantes possui contrato prévio com o UFC. Licenciada separadamente da organização principal, com Dana White solicitando uma licença própria de promotor, foi declarado antes da aprovação da licença que "isto não é o UFC, não é a marca UFC, mas sim uma promoção que permitirá a lutadores em ascensão a oportunidade de mostrar seu talento na esperança de que, um dia, possam competir no UFC."
O evento inaugural foi realizado em 11 de julho de 2017. Todas as edições ocorreram na sede do UFC, em Las Vegas.

## Lista de temporadas
| Nome             | Ref.   | Data de início       | Data de término        | Nº de contratos | Nº de eventos | Local               | Cidade            |
| ---------------- | ------ | -------------------- | ---------------------- | --------------- | ------------- | ------------------- | ----------------- |
| Temporada 1      | [ 7 ]  | 11 de julho de 2017  | 29 de agosto de 2017   | 16              | 8             | UFC Training Centre | Las Vegas, Nevada |
| Temporada 2      | [ 8 ]  | 12 de junho de 2018  | 7 de agosto de 2018    | 23              | 8             | UFC Training Centre | Las Vegas, Nevada |
| Temporada Brasil | [ 9 ]  | 24 de agosto de 2018 | 7 de setembro de 2018  | 11              | 3             | UFC Training Centre | Las Vegas, Nevada |
| Temporada 3      | [ 10 ] | 18 de junho de 2019  | 27 de agosto de 2019   | 30              | 10            | UFC Apex Centre     | Las Vegas, Nevada |
| Temporada 4      | [ 11 ] | 4 de agosto de 2020  | 17 de novembro de 2020 | 37              | 10            | UFC Apex Centre     | Las Vegas, Nevada |
| Temporada 5      | [ 12 ] | 31 de agosto de 2021 | 2 de novembro de 2021  | 39              | 10            | UFC Apex Centre     | Las Vegas, Nevada |
| Temporada 6      | [ 13 ] | 26 de julho de 2022  | 27 de setembro de 2022 | 43              | 10            | UFC Apex Centre     | Las Vegas, Nevada |
| Temporada 7      | [ 14 ] | 8 de agosto de 2023  | 10 de outubro de 2023  | 46              | 10            | UFC Apex Centre     | Las Vegas, Nevada |
| Temporada 8      | [ 15 ] | 13 de agosto de 2024 | 15 de outubro de 2024  | 42              | 10            | UFC Apex Centre     | Las Vegas, Nevada |

## Lista de lutadores que conquistaram contrato
| Episódio | Temporada 1                               | Temporada 1 | Temporada 2                                              | Temporada 2 | Temporada Brasil                                             | Temporada Brasil | Temporada 3                                                          | Temporada 3 |
| Episódio | Atletas                                   | Ref.        | Atletas                                                  | Ref.        | Atletas                                                      | Ref.             | Atletas                                                              | Ref.        |
| -------- | ----------------------------------------- | ----------- | -------------------------------------------------------- | ----------- | ------------------------------------------------------------ | ---------------- | -------------------------------------------------------------------- | ----------- |
| 1        | Kurt Holobaugh Boston Salmon              | [ 16 ]      | Alonzo Menifield Greg Hardy                              | [ 17 ]      | Rogério Bontorin Mayra Bueno Silva Sarah Frota Augusto Sakai | [ 18 ]           | Punahele Soriano Yorgan de Castro                                    | [ 19 ]      |
| 2        | Sean O'Malley                             | [ 20 ]      | Matt Sayles Anthony Hernandez Ryan Spann Dwight Grant    | [ 21 ]      | Taila Santos Johnny Walker Marina Rodriguez                  | [ 22 ]           | Miles Johns Miguel Baeza                                             | [ 23 ]      |
| 3        | Karl Roberson Geoff Neal                  | [ 24 ]      | Antonina Shevchenko Te'Jovan Edwards                     | [ 25 ]      | Raulian Paiva Vinicius Moreira Luana Carolina Thiago Moisés  | [ 26 ]           | Joe Solecki Antonio Trócoli Hunter Azure Maki Pitolo Jonathan Pearce | [ 27 ]      |
| 4        | Julian Marquez Brandon Davis              | [ 28 ]      | Bevon Lewis Jordan Espinosa                              | [ 29 ]      |                                                              |                  | Antônio Arroyo Ode' Osbourne Don'Tale Mayes Brendan Allen            | [ 30 ]      |
| 5        | Mike Rodríguez Alex Perez                 | [ 31 ]      | Maycee Barber Domingo Pilarte Edmen Shahbazyan           | [ 32 ]      |                                                              |                  | Sean Woodson Jamahal Hill Billy Quarantillo                          | [ 33 ]      |
| 6        | Charles Byrd Grant Dawson                 | [ 34 ]      | Jimmy Crute Sodiq Yusuff Jeff Hughes                     | [ 35 ]      |                                                              |                  | Aleksa Camur Aalon Cruz Tracy Cortez Rodrigo Nascimento              | [ 36 ]      |
| 7        | Benito Lopez Joby Sanchez                 | [ 37 ]      | Roosevelt Roberts Ian Heinisch Jordan Griffin Juan Adams | [ 38 ]      |                                                              |                  | Omar Morales Herbert Burns André Muniz                               | [ 39 ]      |
| 8        | Matt Frevola Lauren Mueller Allen Crowder | [ 40 ]      | Devonte Smith Kennedy Nzechukwu Bobby Moffett            | [ 41 ]      |                                                              |                  | Brok Weaver Sarah Alpar Tony Gravely                                 | [ 42 ]      |
| 9        |                                           |             |                                                          |             |                                                              |                  | Philip Rowe                                                          | [ 43 ]      |
| 10       |                                           |             |                                                          |             |                                                              |                  | Duško Todorović Peter Barrett T.J. Brown                             | [ 44 ]      |

| Episódio | Temporada 4                                                             | Temporada 4 | Temporada 5                                                                            | Temporada 5 | Temporada 6                                                                      | Temporada 6 | Temporada 7                                                                               | Temporada 7 |
| Episódio | Atletas                                                                 | Ref.        | Atletas                                                                                | Ref.        | Atletas                                                                          | Ref.        | Atletas                                                                                   | Ref.        |
| -------- | ----------------------------------------------------------------------- | ----------- | -------------------------------------------------------------------------------------- | ----------- | -------------------------------------------------------------------------------- | ----------- | ----------------------------------------------------------------------------------------- | ----------- |
| 1        | Dustin Jacoby Uroš Medić Jordan Leavitt                                 | [ 45 ]      | Azamat Murzakanov Joanderson Brito Victor Altamirano Carlos Candelario AJ Fletcher     | [ 46 ]      | Joe Pyfer                                                                        | [ 47 ]      | César Almeida Tom Nolan Caio Machado Payton Talbott Kevin Borjas                          | [ 48 ]      |
| 2        | Dustin Stoltzfus Adrian Yañez Cory McKenna T.J. Laramie Impa Kasanganay | [ 49 ]      | Josh Quinlan Chidi Njokuani Saimon Oliveira C.J. Vergara Chad Anheliger                | [ 50 ]      | Chris Duncan Vinicius Salvador Francis Marshall Waldo Cortes-Acosta Billy Goff   | [ 51 ]      | Abdul-Kerim Al-Selwady Ibo Aslan Hyder Amil Eduarda Moura Charalampos Grigoriou           | [ 52 ]      |
| 3        | Louis Cosce Cheyanne Vlismas Orion Cosce Josh Parisian                  | [ 53 ]      | Jailton Almeida Albert Duraev Łukasz Brzeski Jack Della Maddalena Jasmine Jasudavicius | [ 54 ]      | Jamal Pogues Erik Silva Clayton Carpenter                                        | [ 55 ]      | Zachary Reese Oban Elliott Luis Pajuelo                                                   | [ 56 ]      |
| 4        | Jamie Pickett Rafael Alves Jeff Molina Collin Huckbody                  | [ 57 ]      | AJ Dobson Michael Morales Kleydson Rodrigues Victor Martinez                           | [ 58 ]      | Esteban Ribovics Claudio Ribeiro Jose Johnson Hailey Cowan Nazim Sadykhov        | [ 59 ]      | Carlos Prates Thomas Petersen Bolaji Oki                                                  | [ 60 ]      |
| 5        | Jimmy Flick Ronnie Lawrence William Knight                              | [ 61 ]      | Ihor Potieria Daniel Zellhuber                                                         | [ 62 ]      | Mick Parkin Darrius Flowers Jesús Santos Aguilar Cameron Saaiman Denise Gomes    | [ 63 ]      | Brendson Ribeiro Serhiy Sidey Dylan Budka Jean Silva Dione Barbosa                        | [ 64 ]      |
| 6        | Phil Hawes Drako Rodriguez Tafon Nchukwi Aliaskhab Khizriev             | [ 65 ]      | Mike Malott Carlos Hernandez Fernie Garcia Genaro Valdéz                               | [ 66 ]      | Yusaku Kinoshita Sedriques Dumas Mateusz Rębecki Viktoriya Dudakova Blake Bilder | [ 67 ]      | James Llontop Jhonata Diniz Steven Nguyen Julia Polastri Jean Matsumoto                   | [ 68 ]      |
| 7        | Jordan Williams Collin Anglin Danyelle Wolf                             | [ 69 ]      | Martin Buday Jake Hadley Slava Borshchev                                               | [ 70 ]      | Vitor Petrino Gabriel Bonfim Karl Williams Ismael Bonfim                         | [ 71 ]      | Shamil Gaziev Stephanie Luciano Kaynan Kruschewsky Igor da Silva                          | [ 72 ]      |
| 8        | Carlos Ulberg Ignacio Bahamondes Luis Saldaña Jared Vanderaa            | [ 73 ]      | Armen Petrosyan Caio Borralho Piera Rodríguez Jonny Parsons                            | [ 74 ]      | Farid Basharat Ikram Aliskerov Trevor Peek Bruna Brasil Daniel Marcos            | [ 75 ]      | Danny Barlow Danny Silva Angel Pacheco Ernesta Kareckaitė Carli Judice Vinicius Oliveira  | [ 76 ]      |
| 9        | Natan Levy Nikolas Motta Luana Pinheiro                                 | [ 77 ]      | Gadzhi Omargadzhiev Cristian Quiñonez Javid Basharat Karine Silva Manuel Torres        | [ 78 ]      | Brunno Ferreira Raul Rosas Jr. Austen Lane Nurullo Aliev Jafel Filho             | [ 79 ]      | Rodolfo Bellato Victor Hugo Silva Magomed Gadzhiyasulov José Daniel Medina Maurício Ruffy | [ 80 ]      |
| 10       | JP Buys Gloria de Paula Tucker Lutz Victoria Leonardo                   | [ 81 ]      | Maheshate Yohan Lainesse                                                               | [ 82 ]      | Bo Nickal Sam Patterson Jack Jenkins Rafael Ramos Estevam Mateus Mendonça        | [ 83 ]      | Ramon Taveras André Lima Connor Matthews MarQuel Mederos Lucas Rocha                      | [ 84 ]      |

| Episódio | Temporada 8                                                                         | Temporada 8 |
| Episódio | Atletas                                                                             | Ref.        |
| -------- | ----------------------------------------------------------------------------------- | ----------- |
| 1        | Mansur Abdul-Malik Bruno Lopes Jose Delgado Lone'er Kavanagh                        | [ 85 ]      |
| 2        | Andreas Gustafsson Berg Rizvan Kuniev Cortavious Romious Cody Haddon                | [ 86 ]      |
| 3        | Andrey Pulyaev Bogdan Grad Marco Tulio Malcolm Wellmaker                            | [ 87 ]      |
| 4        | Ko Seok-hyun Djorden Ribeiro dos Santos Austin Bashi Yuneisy Duben Quillan Salkilld | [ 88 ]      |
| 5        | Navajo Stirling Josias Musasa Nicolle Caliari                                       | [ 89 ]      |
| 6        | Elijah Smith Tallison Teixeira Ateba Abega Gautier Ahmad Hassanzada                 | [ 90 ]      |
| 7        | Danylo Voievodkin Daniel Frunza Kevin Christian Kevin Vallejos Alexia Thainara      | [ 91 ]      |
| 8        | Diyar Nurgozhay Alberto Montes David Martínez Torrez Finney Jacobe Smith            | [ 92 ]      |
| 9        | Artem Vakhitov Kody Steele Mário Pinto Islam Dulatov                                | [ 93 ]      |
| 10       | Nick Klein Luis Gurule Yadier del Valle Jonathan Micallef                           | [ 94 ]      |

## Campeões oriundos do Contender Series
| N. | Nome                 | Data                            | Local                  | Oponente                    | Defesas                         |
| -- | -------------------- | ------------------------------- | ---------------------- | --------------------------- | ------------------------------- |
| 1  | Jamahal Hill         | 21 de janeiro de 2023 (UFC 283) | Rio de Janeiro, Brasil | Venceu Glover Teixeira      | —                               |
| 2  | Sean O'Malley        | 19 de agosto de 2023 (UFC 292)  | Boston, Massachusetts  | Nocauteou Aljamain Sterling | 1. Venceu Marlon Vera (UFC 299) |
| 3  | Jack Della Maddalena | 10 de maio de 2025 (UFC 315)    | Montreal, Quebec       | Venceu Belal Muhammad       | —                               |